# 成追線
成追線（せいついせん）は、台湾台中市烏日区の成功駅から台中市大肚区の追分駅に至る台湾鉄路管理局の鉄道路線である。縦貫線の一部を形成している。　
台湾鉄路管理局の西部幹線の一部として建設され、海岸線と台中線の連絡線としての性格が強い。海岸線、台中線、成追線の3線はデルタ線になっている。

## 路線データ
- 管理者：台湾鉄路管理局
- 路線距離（営業キロ）：成功駅 - 追分駅間 2.2km
- 軌間：1,067mm
- 駅数：2
- 複線区間：全線
- 電化区間：全線（交流25,000V、60Hz）

## 歴史
- 1920年12月25日：縦貫線王田 - 清水間が開通。彰化方面から清水方面へ向かうには、王田駅でスイッチバックが必要だった[1](pp7-8)。
- 1922年10月11日：王田駅でのスイッチバックを避けるため追分駅を設置し、追分 - 彰化間の直通線が開通。清水 - 追分 - 彰化間は縦貫線本線の一部（海岸線）となり、王田 - 追分間は支線となる[1](p8)[2][3]。
- 1967年10月10日：王田駅を成功駅に改称[4]。
- 2016年7月27日：中華民国交通部がフィジビリティスタディ審査で「大台中山手線」の一部を構成する「微笑山手線」として当区間の複線化を決定[5]。事業費15億4000万台湾ドルを投入し、2018年着工、2021年完工予定していた[6]。
- 2017年
  - 3月：複線化事業が行政院の前瞻基礎建設計画に盛り込まれる[7]。
  - 11月：複線化事業着工。完成後は現在1日上下22本の列車を48本に増発可能となる[8]。
- 2020年1月3日：複線化区間開業[9]。

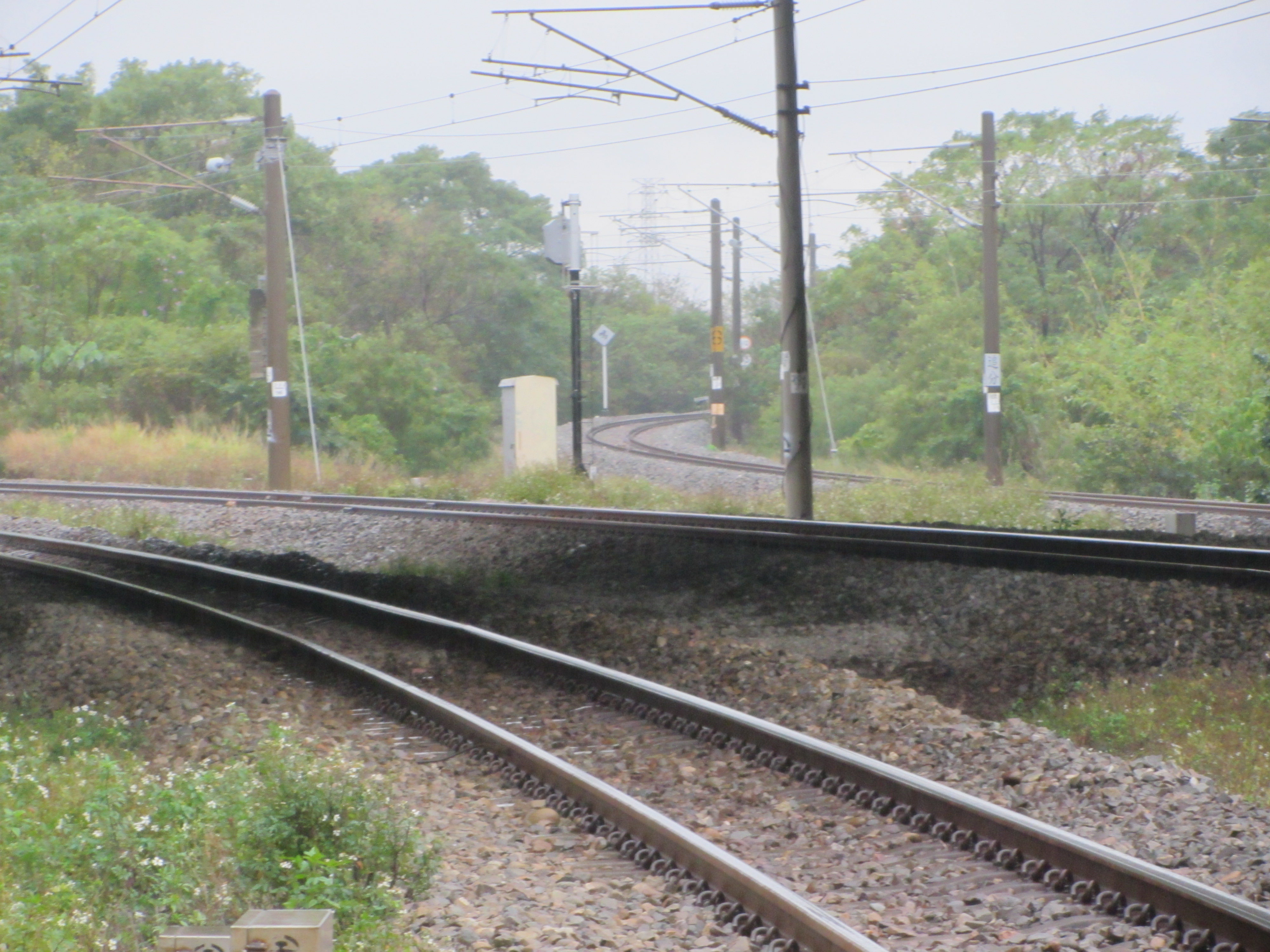
単線時代の分岐部（2013年12月）

## 運行形態
- 区間車（通勤電車）
  - 台中線の台中方面と海岸線の日南方面を直通している。

## 使用車両
- 区間車
  - EMU500
  - EMU600

## 駅一覧
- 全線台中市に所在。

| 駅名   | 駅名         | 累計キロ | 等級 | 接続路線                | 所在地 | 所在地 |
| 日本語 | 繁体字中国語 | 累計キロ | 等級 | 接続路線                | 所在地 | 所在地 |
| ------ | ------------ | -------- | ---- | ----------------------- | ------ | ------ |
| 成功駅 | 成功車站     | 0.0      | 三等 | 台湾鉄路管理局：■台中線 | 烏日区 |        |
| 追分駅 | 追分車站     | 2.2      | 三等 | 台湾鉄路管理局：■海岸線 | 大肚区 |        |